# Dino Cassio
Pour les articles homonymes, voir Cassio.
Dino Cassio, né le 2 avril 1934 à Bari, et mort le 9 juillet 2012 à Rome est un acteur et chanteur italien.

## Filmographie
- 1964 : Les Terreurs de l'Ouest (I magnifici brutos del West) de Marino Girolami
- 1972 : Les Mille et Une Nuits érotiques (Finalmente... le mille e una notte d'Antonio Margheriti
- 1979 : La Flic à la police des mœurs (La poliziotta della squadra del buon costume) de Michele Massimo Tarantini
- 1979 : Mani di velluto de Castellano et Pipolo
- 1980 : La baigneuse fait des vagues (L'insegnante al mare con tutta la classe) de Michele Massimo Tarantini
- 1981 : Amoureux fou (Innamorato pazzo) de Castellano et Pipolo
- 1981 : Asso de Castellano et Pipolo
- 1982 : Montre-toi crétin (Vieni avanti cretino) de Luciano Salce
- 1982 : Porca vacca de Pasquale Festa Campanile
- 1982 : Grand Hotel Excelsior de Castellano et Pipolo
- 1986 : Grandi magazzini de Castellano et Pipolo
- 1994 : Même heure, l'année prochaine (Tutti gli anni una volta l'anno) de Gianfrancesco Lazotti
- 2001 : I cavalieri che fecero l'impresa de Pupi Avati